# Gonzalo de Campo
Gonzalo López de Campo o de Ocampo (Madrid, España, 1572 - Recuay, Perú, 20 de diciembre de 1626) fue un clérigo católico y 4.º Arzobispo de Lima (1625-1626).

## Biografía
Hijo de Fernando López de Campo y María Rojas de Santa Gadea. Estudió en la Universidad de Salamanca donde se graduó de doctor en Leyes y Cánones. Pasó a Roma, donde sirvió al papa Clemente VIII como camarero secreto de honor, durante siete años. De vuelta en España, fue incorporado al cabildo arzobispal de Sevilla. Promovido a arcediano, fue designado vicario general y provisor de aquella iglesia.
De su paso por la archidiócesis sevillana, destaca la fundación del Colegio de la Concepción para estudiantes seglares, que puso bajo la dirección de los jesuitas, disponiendo cien mil ducados para la construcción de su edificio. Destaca también el permiso que otorgó a la cofradía de Nuestra Señora de la Esperanza Macarena en 1613 para realizar su primera salida procesional en la Semana Santa sevillana.[cita requerida]
Fue propuesto para ser obispo de Guadix, pero ello no se concretó, pues el rey  Felipe IV lo propuso, en julio de 1623, para ocupar la arquidiócesis de Lima, en Perú, vacante por el fallecimiento del arzobispo Bartolomé Lobo Guerrero. Fue preconizado en Roma el 2 de octubre del mismo año, y consagrado el 10 de marzo de 1624 en las Descalzas Reales de Madrid por el arzobispo de Sevilla Luis Fernández de Córdoba Portocarrero.
Antes de emprender la marcha a América, pidió al rey que le concediera la facultad de hacerse cargo del gobierno del  Virreinato del Perú en caso de vacancia o muerte del virrey. El rey se la concedió por real cédula con fecha de 13 de octubre de 1623. Salió de Madrid el 11 de marzo de 1624 y se embarcó hacia América, resultando este viaje muy penoso. Arribó a Cartagena de Indias, donde escribió al cabildo metropolitano de Lima para anunciar su llegada, y luego pasó a Panamá, donde permaneció dos meses debido a una enfermedad que le aquejó. Recuperado, zarpó hacia el Perú, y tras otra agotadora travesía, desembarcó en Paita. Continuó su viaje a Lima por tierra, aprovechando la ocasión para hacer una inspección de las doctrinas. Con pesar, comprobó el estado de relajación de algunos curas, más interesados en los bienes materiales que en los espirituales.
Tomó posesión de su sede el 20 de abril de 1625, iniciando formalmente su episcopado que sería muy breve. La primera labor que realizó fue culminar los trabajos arquitectónicos de la catedral de Lima, que ya estaban bien avanzados. La consagró solemnemente el 19 de octubre de 1625, y los festejos duraron todo el día hasta el anochecer. Luego se enfocó en mejorar la calidad del personal religioso y de los monasterios. Como comprobó que las rentas de los monasterios eran escasas, ordenó reducir el número de monjas, para que estas pudieran vivir con más decoro, haciendo cumplir lo dispuesto en el concilio de Trento y el concilio limense de 1583. Su autoridad llegó a estar incluso por encima del virrey del Perú, pues dio menudas ordenanzas que la autoridad civil no se atrevió a contradecir, como aquella que prohibía a los barberos y panaderos trabajar los días feriados.
El 27 de mayo de 1626, emprendió una visita pastoral al territorio de su archidiócesis, llegando primero a Carabayllo, al norte de Lima. Luego se encaminó hacia Huánuco (sierra central del Perú). En el trayecto predicó contra las antiguas idolatrías y, auxiliado por el clérigo limeño Fernando de Avendaño, logró incautar enorme cantidad de ídolos y amuletos diversos, que destruyó. Ello probaba que los indígenas seguían aferrados a sus antiguos cultos, a pesar de haber transcurrido casi un siglo de la llegada de los españoles.  Llegó a Huánuco el 15 de julio, donde se encontró con misioneros que le habían precedido y que habían convertido a muchos indígenas, lo que le alentó a proseguir. Penetró hasta la región de los panatahuas y carapachos (grupos étnicos selváticos hoy extinguidos, posiblemente pertenecientes a la familia lingüística de los panos y que vivían en la selva del noreste de Huánuco). Pasó también por la actual provincia de Huamalíes (norte de Huanuco), donde, preocupado por la persistencia de los cultos prehispánicos, celebró un auto de fe, en el que se ordenó la quema de varios adoratorios con sus ídolos, y se dictó castigo a muchos indígenas por herejía y apostasía. Continuando su recorrido, llegó hasta Conchucos, ya colindante con el obispado de Trujillo. Allí expidió un edicto el 6 de noviembre de 1626, prohibiendo a curas y doctrineros vivir con mujeres de servicio, bajo pena de excomunión, multa y suspensión en sus funciones; ello con el fin de evitar el amancebamiento. Otra disposición suya que trajo mucha polémica fue el incendio de varios pueblos indígenas, al considerar que su existencia era obstáculo para la labor de evangelización y catequización; ello motivó que fuera denunciado ante la autoridad civil por abuso de autoridad. El asunto llegó hasta el rey, que ordenó al virrey y a la real audiencia que contuvieran dichos excesos. Pero la real cédula, fechada en 19 de agosto de 1627, llegó ya cuando el arzobispo había dejado de existir.
Efectivamente, cuando se hallaba en plena visita pastoral, Campo enfermó súbitamente y falleció el 20 de diciembre de 1626, en Recuay (actual provincia de Huaylas, en el departamento de Ancash). Según versión de León Pinelo (que Ricardo Palma recoge en una de sus Tradiciones peruanas), habría sido envenenado por el cacique de Recuay, en venganza por la severa reprensión que le hizo el arzobispo desde el púlpito, por vivir «en pecado» con una mujer (amancebamiento). Campo tenía solo 54 años de edad. Fue enterrado en Recuay y meses después sus restos fueron trasladados a Lima con solemnidad y enterrados en la catedral de Lima.

## Obras escritas
Escribió una Epístola pastoral desde Huarmey, instando a los sacerdotes a dar la eucaristía a los amerindios. Dejó también algunos documentos para orientar a los sacerdotes en el ejercicio de su ministerio.